# Хирвонен, Анна Григорьевна
Анна Григорьевна Хирвонен — доярка колхоза «Торма» Кингисеппского района Ленинградской области, Герой Социалистического Труда.

## Биография
Родилась в деревне Ястребино (ныне — в Волосовском районе Ленинградской области) в крестьянской семье. Русская. Жила в деревне Торма, ныне Кингисеппского района Ленинградской области
В 1934 году вместе с мужем вступила сельхозартель «Торма». Первый год вела домашнее хозяйство, нянчила дочь. В 1935 году стала помогать мужу, который руководил колхозной фермой. Начала с того, что раздоила корову, которая никому не давалась. Втянулась, стала работать дояркой. Осталось в этой профессии на всю жизнь. Перед войной в «Торме» насчитывалось уже сто с лишним коров, за ним ухаживало шесть доярок. В 1941 году у Анны Хирвонен дело шло к пятитысячному надою. Но война спутала все планы.
В июле 1941 года вместе с другими колхозницами она погнала гурт на восток, в Вологодскую область. Здесь и продолжала работать все военные годы. Член ВКП(б)/КПСС с 1945 года.
В 1944 году¸ после освобождения района, вернулась в Торму. Вскоре с фронта вернулся муж. Колхоз был полностью разрушен, они вместе возрождали животноводство. Вскоре колхоз приблизился к довоенным показателям. Так, в 1948 году Анна Хирвонен получила в своей группе из 8 коров от каждой коровы в среднем в год по 5697 килограммов молока с содержанием 193,7 килограммов молочного жира.
Указом Президиума Верховного Совета СССР от 9 мая 1949 года за получение высокой продуктивности животноводства в 1948 году Хирвонен Анне Григорьевне присвоено звание Героя Социалистического Труда с вручением ордена Ленина и золотой медали «Серп и Молот».
В апреле 1950 года одиннадцать мелких окрестных хозяйств объединились в один колхоз имени Ленина. Анна Хирвонен продолжала работать на ферме до 1957 года, в октябре 1959 года вышла на пенсию.
Жила в деревне Торма.
Награждена орденами Ленина, Трудового Красного Знамени, медалями.